# Rei Inoue
Rei Inoue (井上玲音 Inoue Rei?, Tokio, 17 de julio de 2001) es una Idol japonesa parte de Hello! Project como miembro de Juice=Juice, ella fue anteriormente agregada a Hello Pro Kenshuusei en 2014 con otras 8 chicas. El 2 de enero de 2015, fue anunciada como miembro de Kobushi Factory. El 30 de marzo, Kobushi Factory se disolvió, y el 1 de abril, fue transferida a Juice=Juice como nuevo miembro, y comenzó sus actividades el junio de 2020.

## Biografía
El 16 de noviembre de 2014, NICE GIRL Project! y su programa de aprendices fue cerrado. Poco después, Inoue, junto con Risa Ogata, y Ayaka Hirose, tuvieron la oportunidad de convertirse en miembros de Hello Pro Kenshuusei, transferirse a UP-FRONT PROMOTION y unirse a Hello! Project. Fue presentada formalmente durante el Hello Pro Kenshuusei Happyoukai 2014 ~11gatsu・12gatsu no Nama Tamago Show!~ el 29 de noviembre junto con las ex aprendices de NICE GIRL Project! Y otras tres chicas.
El 2 de enero de 2015, durante el concierto de Hello! Project 2015 WINTER ~DANCE MODE!~, Se anunció que Inoue debutaría en un nuevo grupo de Hello Pro Kenshuusei junto a Ayano Hamaura, Natsumi Taguchi, Rena Ogawa, Minami Nomura, Sakurako Wada, Rio Fujii y Ayaka Hirose. Más tarde se denomino Kobushi Factory.
El 22 de julio de 2016, Inoue celebró su cumpleaños número 15 en un evento de club de fans titulado Kobushi Factory Inoue Rei Birthday Event2016, con dos shows en TOKYO FM HALL.
El 20 de agosto, Inoue se convirtió en modelo para la revista de moda femenina LOVE berry junto con el miembro de Morning Musume '16, Maria Makino. Ambos hicieron su primera aparición en el volumen 3 publicado el mismo día.
El 7 de agosto de 2017, Inoue celebró su cumpleaños número 16 en un evento de club de fans titulado Kobushi Factory Inoue Rei Birthday Event 2017, con dos shows en Mt.RAINIER HALL.
El 21 de octubre, se anunció su primer álbum de fotos titulado, Rei.
El 18 de julio de 2018, Inoue celebró su cumpleaños número 17 en un evento de club de fans titulado Kobushi Factory Inoue Rei Birthday Event 2018, con dos shows en IMA Hall.
El 30 de noviembre, la exlíder de Morning Musume, Ai Takahashi, publicó "Ai Takahashi MAKE-UP BOOK" en el que Inoue y otros cinco miembros activos de Hello! Project aparecieron como modelos.
El 23 de febrero de 2019, Minami Nomura e Inoue fueron revelados como regulares titulados como Oficiales Ejecutivos N°3 y N°4 del programa AbemaTV de FC Machida Zelvia, FC Machida Zelbia wo Tsukurou ~Zel Tsuku~, que comenzaría el 7 de marzo. Ese día vieron el primer juego del equipo de la temporada 2019 de la J2 League para la grabación del primer episodio.
El 27 de abril, se lanzó Fami Hello! PHOTOBOOK②, que incluye el Gravure de Inoue que se publicó originalmente en una edición de junio de 2017 de Weekly Famitsu.
El 8 de enero de 2020, se anunció que Kobushi Factory se disolvería el 30 de marzo de 2020 con un concierto en el Tokyo Dome City Hall. La líder del grupo, Ayaka Hirose, había estado en conversaciones con la agencia sobre su graduación desde principios de 2019, y después de las discusiones con el grupo. , los otros miembros excepto Rei también expresaron su deseo de seguir un nuevo camino. Finalmente se decidió que el grupo se disolvería. Después, Inoue continuaría siendo miembro de Hello! Project.
El 30 de marzo, Kobushi Factory se disolvió, pero Inoue permaneció como miembro de Hello! Project.
El 1 de abril, se anunció a través de la transmisión en vivo en vivo de Juice=Juice promocionando su nuevo sencillo que Inoue Rei se uniría al grupo como un nuevo miembro. Ella comenzó oficialmente las actividades el 3 de junio.
El 27 de julio, Inoue Rei celebró su cumpleaños número 19 en un evento de club de fans titulado Juice=Juice Inoue Rei Birthday Event 2020, que contó con dos shows en COTTON CLUB. De acuerdo con la política del gobierno, se prohibieron los vítores, las aglomeraciones, el estar de pie y la cercanía en el lugar, y se requirió el uso de mascarillas para ingresar.

## Trabajos
Para ver los lanzamientos de Inoue con Kobushi Factory, vea: Kobushi Factory#Sencillos

###### Eventos
- Kobushi Factory Hirose Ayaka・Taguchi Natsumi・Inoue Rei Birthday Event 2016
- Kobushi Factory Hirose Ayaka・Taguchi Natsumi・Inoue Rei Birthday Event 2017
- Kobushi Factory Hirose Ayaka・Inoue Rei Birthday Event 2018
- Kobushi Factory Hirose Ayaka・Inoue Rei Birthday Event 2019
- Juice=Juice Kanazawa Tomoko・Inoue Rei Birthday Event 2020

###### Photobooks
- Rei
- You ~You make me~ (燿 ~You make me~)

###### Teatro
- Week End Survivor
- JK Ninja Girls
- Reborn ~13nin no Tamashii wa Kami-sama no Yume wo Miru~

###### Películas
- JK Ninja Girls